# Criciúma EC
Criciúma EC is een Braziliaanse voetbalclub uit Criciúma in de deelstaat Santa Catarina.

## Historie
De voorganger van de club werd in 1947 opgericht als Comerciário Esporte Clube. In de jaren 60 verdween deze club maar in 1976 werd de club door oud-leden heropgericht en in 1978 in Criciúma Esporte Clube hernoemd. De clubkleuren zwart-geel-wit stammen uit 1984. Het grootste succes was het winnen van de Copa do Brasil in 1991 waardoor de club ook aan de Copa Libertadores deel mocht nemen. Hierin werd Criciúma in 1992 in de kwartfinale uitgeschakeld door São Paulo FC. Daarna ging het bergafwaarts en zakte de club terug naar de Série C in 2005. Een jaar later promoveerde Criciúma en in 2012 werd de Série A weer bereikt, waar de club tot 2014 speelde. Criciúma is de meest succesvolle club van de deelstaat Santa Catarina. In 2019 degradeerde de club naar de Série C. In 2021 degradeerde de club uit de hoogste klasse van de staatscompetitie, waar het sinds 1977 een vaste waarde was. Later dat jaar kon de club in de nationale Série C wel weer een promotie afdwingen. De club beperkte de afwezigheid bij de elite tot één seizoen en kon als promovendus in 2023 de staatstitel pakken. Later dat jaar kon de club ook opnieuw promotie naar de nationale Série A afdwingen, maar degradeerde weer na één seizoen.

## Stadion
De club speelt haar thuiswedstrijden in het Estádio Heriberto Hülse. Het stadion is gebouwd in 1955 en biedt plaats aan iets minder dan 29.000 toeschouwers. Het is vernoemd naar Heriberto Hülse, gouverneur van Santa Catarina tussen 1958 en 1960 en donateur van de lichtmasten.

## Erelijst
Copa do Brasil
1991
 Série B
2002
runner-up: 2012
Série C
2006
Campeonato Catarinense
1968, 1986, 1989, 1990, 1991, 1993, 1995, 1998, 2005, 2013, 2023, 2024
runner-up: 1982, 1987, 1994, 2001, 2002, 2007, 2008
 Copa Santa Catarina
1993
runner-up: 1998
Recopa Catarinense
2024